# Himera scutellaris
Himera scutellaris är en tvåvingeart som beskrevs av Robineau-desvoidy 1863. Himera scutellaris ingår i släktet Himera och familjen parasitflugor.
Artens utbredningsområde är Frankrike. Inga underarter finns listade i Catalogue of Life.